# Таджикистанско-украинские отношения
Украинско-таджикистанские отношения — двусторонние дипломатические отношения между Республикой Таджикистан и Украиной. Установлены 24 апреля 1992 года. Обе страны ранее были советскими республиками. Теперь они взаимодействуют в рамках таких международных организаций, как ООН, ОБСЕ и ВТО.

## История
Посольство Таджикистана в Киеве начало работу в декабре 2010 года. Украинское посольство в Душанбе действует с октября 2012 года.
Двусторонние отношения основываются на Договоре о дружбе и сотрудничестве между Республикой Таджикистан и Украиной, подписанном в ходе официального визита лидера Таджикистана Эмомали Рахмона на Украину 6 июля 2001 года. Президенты Украины Леонид Кучма, Виктор Ющенко и Виктор Янукович совершали визиты в Таджикистан в апреле 2003 года, марте 2008 года и сентябре 2011 года соответственно. В декабре 2008 года Эмомали Рахмон посетил Украину с государственным визитом, в декабре 2011 года — с официальным, в июле 2012 — с рабочим визитом.
Договорно-правовая база отношений между странами состоит из 80 документов, соглашений, договоров, охватывающих широкий спектр вопросов сотрудничества в разных сферах.
Сотрудничество с Украиной является одним из главных направлений внешней политики Республики Таджикистан. Украина является представляет интерес для Таджикистана в экономической и военно-технической сферах.
В 2012 году Чрезвычайным и Полномочным послом Украины в Республике Таджикистан был назначен Виктор Никитюк. Чрезвычайным и Полномочным послом Республики Таджикистан на Украине является Файзулло Холбобоев.

## Экономическое сотрудничество
Важным элементом укрепления отношений между Украиной и Таджикистаном является учреждённая в 2002 году Совместная межправительственная таджикско-украинская Комиссия по вопросам экономического сотрудничества.
Украина поставляет в Таджикистан продукты питания, сахар, лекарства, глинозём, цемент, уголь, бытовую технику. Таджикистан экспортирует на Украину сырец хлопка-волокна, фрукты, овощи, сухофрукты. В 2014 году объём товарооборот между странами составил 45 млн долларов США.